# Roger Sanchez
Roger Sanchez (n. 1 iunie 1967, New York City, New York, SUA) este un DJ de muzică house, remixer și producător muzical american. A câștigat un premiu Grammy pentru remix-ul său la piesa „Hella Good” al trupei No Doubt în 2003 și este cel mai bine cunoscut pentru piesa sa „Another Chance”, care a fost un hit internațional în 2001. Este de patru ori câștigător al DJ Awards pentru „Cel mai bun DJ de muzică House” în 1999, 2002, 2004 și 2007 și a primit în total douăsprezece nominalizări. A câștigat primul International Dance Music Award pentru „Cel mai bun podcast” în 2007 și a primit 8 nominalizări IDMA pentru cel mai bun DJ american (2003–2010).

## Cariera muzicală
Sanchez a început să mixeze în cluburi de noapte din New York și, mai târziu, din întreaga lume. Alături de colegii DJ din New York Erick Morillo, David Morales și Danny Tenaglia, Sanchez a devenit bine cunoscut în circuitul cluburilor europene, în special pe insula spaniolă Ibiza. Și-a menținut rezidența acolo în fiecare vară începând cu anul  2000.
Sanchez a înregistrat numeroase hituri în topurile europene și mondiale atât cu propria sa muzică, cât și cu remixurile pe care le-a creat pentru o serie de superstaruri, inclusiv Diana Ross, Kylie Minogue, Daft Punk, Madonna, The Police, No Doubt și Maroon 5. În 2003, a câștigat primul său premiu Grammy Pentru Cea Mai Bună Înregistrare Remixată cu remixul piesei „Hella Good” a celor de la No Doubt. El găzduiește o emisiune radio săptămânală numită Release Yourself, cu 15 milioane de ascultători în întreaga lume. Alături de emisiunea radio, Sanchez găzduiește un podcast bisăptămânal, distribuit la nivel internațional. În 2007, podcast-ul a primit primul premiu pentru cel mai bun podcast la International Dance Music Awards (IDMA). Pe 21 decembrie 2020 a fost difuzat cel de-al 1000-lea episod al podcastului.
Pe 28 octombrie 2009, DJ Magazine a anunțat rezultatele sondajului anual Top 100 DJ, Roger Sanchez de la Ultra Records fiind plasat pe locul 60.
De asemenea, este fondatorul propriei case de discuri în 2002, Stealth Records. Anual, Sanchez organizează o serie de albume de compilație numite Release Yourself, care sunt cunoscute pentru mixul lor de muzică deep house, latin house, tribal house și tech house.
În 2018, Sanchez a creat un masterclass educațional pentru a preda DJ-ilor aspiranți.

## Discografie

### Albume de studio
| Titlu         | Detalii album                                                                          | Poziții de vârf în topuri | Poziții de vârf în topuri | Poziții de vârf în topuri | Poziții de vârf în topuri | Poziții de vârf în topuri | Poziții de vârf în topuri | Poziții de vârf în topuri |
| Titlu         | Detalii album                                                                          | AUS                       | BEL (FL)                  | FRA                       | NL                        | NZ                        | SWI                       | Regatul Unit              |
| ------------- | -------------------------------------------------------------------------------------- | ------------------------- | ------------------------- | ------------------------- | ------------------------- | ------------------------- | ------------------------- | ------------------------- |
| First Contact | - Lansare: iulie 2001 - Label: Dance Pool, Defected, Sony Music - Format: CD, 3xLP, CS | 59                        | 26                        | 114                       | 94                        | 23                        | 62                        | 34                        |
| Come with Me  | - Lansare: septembrie 2006 - Label: Stealth, Warner - Format: CD, CS                   | —                         | —                         | —                         | 77                        | —                         | —                         | —                         |

### Single-uri
| Anul | Titlul                                                                     | Poziții de vârf în topuri | Poziții de vârf în topuri | Poziții de vârf în topuri | Poziții de vârf în topuri | Poziții de vârf în topuri | Poziții de vârf în topuri | Poziții de vârf în topuri | Certificări (praguri de vânzări) | Album                                       |
| Anul | Titlul                                                                     | AUS                       | BEL                       | FIN                       | NLD                       | SWI                       | UK                        | US Dance                  | Certificări (praguri de vânzări) | Album                                       |
| ---- | -------------------------------------------------------------------------- | ------------------------- | ------------------------- | ------------------------- | ------------------------- | ------------------------- | ------------------------- | ------------------------- | -------------------------------- | ------------------------------------------- |
| 1990 | "Luv' Dancin'" (as Underground Solution)                                   | —                         | —                         | —                         | —                         | —                         | —                         | —                         |                                  | Singles only                                |
| 1995 | "Strictly 4 the Underground"                                               | —                         | —                         | —                         | —                         | —                         | —                         | —                         |                                  | Singles only                                |
| 1996 | "Release Yo Self"                                                          | —                         | —                         | —                         | —                         | —                         | —                         | —                         |                                  | Singles only                                |
| 1997 | "Deep"                                                                     | —                         | —                         | —                         | —                         | —                         | —                         | —                         |                                  | Singles only                                |
| 1998 | "Funky and Fresh" (featuring Gerald Elms presents The International Posse) | —                         | —                         | —                         | —                         | —                         | —                         | —                         |                                  | Singles only                                |
| 1999 | "1999"                                                                     | —                         | —                         | —                         | —                         | —                         | —                         | —                         |                                  | Singles only                                |
| 1999 | "I Want Your Love (remixes)" (Roger S. presents Twilight)                  | —                         | —                         | —                         | —                         | —                         | 31                        | 5                         |                                  | Singles only                                |
| 2000 | "I Never Knew"                                                             | —                         | —                         | —                         | —                         | —                         | 24                        | —                         |                                  | First Contact                               |
| 2001 | "Another Chance"                                                           | 20                        | 23                        | 12                        | 20                        | 15                        | 1                         | —                         | - BPI: Platinum                  | First Contact                               |
| 2001 | "You Can't Change Me" (featuring Armand van Helden și N'Dea Davenport)     | 45                        | 60                        | —                         | 78                        | 86                        | 25                        | —                         |                                  | First Contact                               |
| 2002 | "Nothing 2 Prove" (featuring Sharleen Spiteri)                             | —                         | —                         | —                         | —                         | —                         | —                         | —                         |                                  | First Contact                               |
| 2005 | "Turn on the Music"                                                        | 44                        | 31                        | 5                         | 29                        | —                         | 197                       | 48                        |                                  | Come with Me                                |
| 2006 | "Lost"                                                                     | 60                        | 31                        | 8                         | 50                        | —                         | —                         | 1                         |                                  | Come with Me                                |
| 2007 | "Not Enough"                                                               | —                         | —                         | —                         | —                         | —                         | —                         | —                         |                                  | Come with Me                                |
| 2007 | "Again"                                                                    | —                         | —                         | —                         | —                         | —                         | —                         | —                         |                                  | Come with Me                                |
| 2008 | "Bang That Box!" (featuring Terri B!)                                      | —                         | —                         | —                         | —                         | —                         | —                         | —                         |                                  | Doar single                                 |
| 2011 | "2gether" (featuring Far East Movement)                                    | —                         | 56                        | —                         | 86                        | —                         | 92                        | —                         |                                  | Release Yourself – 10th Anniversary Edition |
| 2011 | "Worldwide" (featuring Mobin Master și DJ Flipside)                        | —                         | —                         | —                         | —                         | —                         | —                         | 9                         |                                  | Doar single                                 |
| 2012 | "Wrek tha Discotek" (featuring Soulson)                                    | —                         | —                         | —                         | —                         | —                         | —                         | —                         |                                  | Blade soundtrack                            |
| 2020 | "Dream on Me" (with Ella Henderson)                                        | —                         | —                         | —                         | —                         | —                         | —                         | —                         |                                  | Doar single                                 |
| 2023 | "Keep It Moving" (cu Katy Alex)                                            | —                         | —                         | —                         | —                         | —                         | —                         | —                         |                                  | Doar single                                 |
| 2023 | "Raining Again (‘Black Rain’ Remix)" (cu Betoko)                           | —                         | —                         | —                         | —                         | —                         | —                         | —                         |                                  | Doar single                                 |

### Alte lansări
- Secret Weapons Volume 1 (1994)
- Secret Weapons Volume 2 (1995)
- Best of The Times (2007) cu Todd Terry
- Release Yourself – 10th Anniversary Edition (2010)

### Selecție de remixuri
- Michael Jackson – "Don't Stop 'Til You Get Enough" (1992)
- Michael Jackson – "Jam"
- Tom Tom Club – "Sunshine & Ecstasy" (1992)
- Kenny "Dope" González Presents Axxis – "All I'm Askin'" (1992)
- Lisa Stansfield – "So Natural" (1993)
- M People – "Renaissance" (1994)
- Janet Jackson and Luther Vandross – "The Best Things in Life Are Free" (1995)
- Definition of Sound – "Pass the Vibes" (1995)
- Janet Jackson – "Love Will Never Do (Without You)" (1996)
- Jamiroquai – "High Times" (1997)
- Michael Jackson – "Dangerous" (1997)
- Jamiroquai – "Deeper Underground" (1998)
- Daft Punk – "Revolution 909" (1998)
- Lenny Kravitz – "Black Velveteen" (1999)
- Wamdue Project – "King of My Castle" (1999)
- Garbage – "Cherry Lips" (2001)
- Alicia Keys – "Butterflyz" (2002)
- Anastacia – "Paid My Dues" (2002)
- Kylie Minogue – "In Your Eyes" (2002)
- No Doubt – "Hella Good" (2002)
- Texas – "I'll See It Through" (2003)
- Cirque Du Soleil — "Kumbalawé" (2005)
- Madonna – "Get Together" (2006)
- Robyn – "Be Mine!" (2007)
- Depeche Mode – "Perfect" (2009)
- Sérgio Mendes – "Pais Tropical" (2010)
- OneRepublic – "Secrets" (2010)
- Maroon 5 – "Give a Little More" (2010)
- Brandon Flowers – "Only The Young" (2010)
- Miguel Bosé – "Cardio" (2010)
- Robbie Williams – "Last Days of Disco" (2010)
- Seether – "Dragon in Me (Desire for Need)" (2014)
- Nicky Romero & Nile Rodgers – "Future Funk" (ca S-Man) (2016)
- Fiorious - "Follow Me" (2020)

## Acreditări
- A apărut în filmul în Hang the DJ de Marco & Mauro La Villa
  - Festivalul de Film de la Cannes, Franța

## Clasamente de DJ
Clasamentul DJ List
The DJ List are aproximativ 1 milion de membri care evaluează DJ în diferite genuri EDM, acestea sunt statisticile pentru The DJ List din 6 noiembrie 2015.
| An   | DJ            | Țară                       | Gen              | Sursa clasamentului | Rang |
| ---- | ------------- | -------------------------- | ---------------- | ------------------- | ---- |
| 2015 | Roger Sanchez | Statele Unite ale Americii | Top DJ SUA       | Lista DJ            | 12   |
| 2015 | Roger Sanchez | Statele Unite ale Americii | Top Global House | Lista DJ            | 24   |

Clasamentul Top Deejays
Topdeejays a fost o bază de date globală pentru DJ fondată și operată de FM Agencija, care utilizeaza un algoritm ce măsura influența generală a rețelelor sociale a unui DJ, combinând fanii, abonații și urmăritorii Facebook, Twitter, Google Plus, SoundCloud, MySpace, Last.fm și YouTube. Topdeejays calcula și aplica puncte în ordinea artiștilor la nivel global, național și în funcție de influența genului. Acestea sunt statisticile pentru topdeejays din 6 noiembrie 2015.
| An   | DJ            | Țară                       | Gen              | Sursa clasamentului | Rang |
| ---- | ------------- | -------------------------- | ---------------- | ------------------- | ---- |
| 2015 | Roger Sanchez | Statele Unite ale Americii | Top DJ SUA       | Lista Topdeejays    | 30   |
| 2015 | Roger Sanchez | Statele Unite ale Americii | Top Global House | Lista Topdeejays    | 37   |

Clasamentul global oficial al DJ Rankings este calculat conform unui algoritm avansat, compilat pentru a oferi o clasificare precisă, independentă și echitabilă a tuturor DJ-ilor. Acesta ia în considerare următoarele criterii: câștigurile DJ-ilor, prezența în media, datele din topurile muzicale provenite de la lansările muzicale și remixurile acestora, datele de difuzare pe posturile de radio, datele publice despre drepturile de autor colectate de la asociațiile de drepturi de autor, numărul de urmăritori pe principalele rețele sociale, cum ar fi Facebook, Twitter etc., și datele de sondare și evaluare de la diverse agenții de sondare și site-uri de evaluare, cum ar fi dj-rating.com și djmag.com.
| An   | DJ            | Țară                       | Gen              | Sursa clasamentului  | Rang |
| ---- | ------------- | -------------------------- | ---------------- | -------------------- | ---- |
| 2015 | Roger Sanchez | Statele Unite ale Americii | Top Global House | The DJ Rankings List | 1    |